# Halál
Ez a lap a halállal mint az élet befejeződésével, a test sorsával és a halál kulturális kérdéseivel foglalkozik. Egyéb jelentésekért lásd: Halál (egyértelműsítő lap)
A halál materialista értelmezésben az élet vége, egy biológiai esemény, az a folyamat, amikor az élő szervezet komplex működése végleg leáll. A halál minden földi élőlény életében elkerülhetetlenül bekövetkezik.
Az emberi lélek szempontjából a legtöbb kultúrkörben nem pusztán fizikai, fiziológiai jelenség a halál, hanem egyben az ember legnagyobb és legnehezebb létkérdéseinek egyike. Számos filozófus szerint az emberi lét értelmét vesztené a halál ismeretével. A vallások fő kérdései a halállal kapcsolatosak, sőt egyes vélemények szerint vallások nem is léteznének a halál jelensége nélkül.

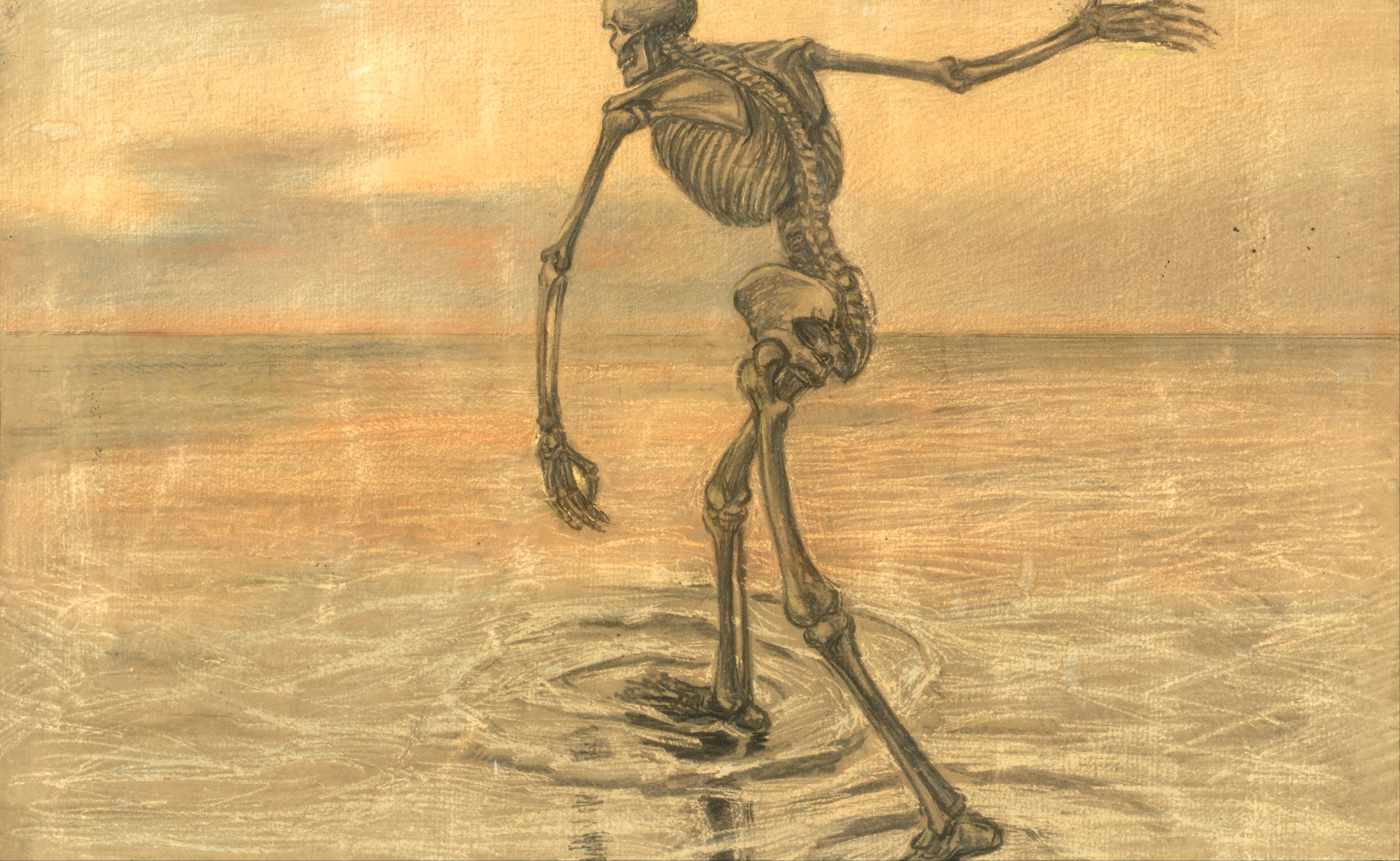
Teodors Ūders grafikus Halál című munkája (1914)

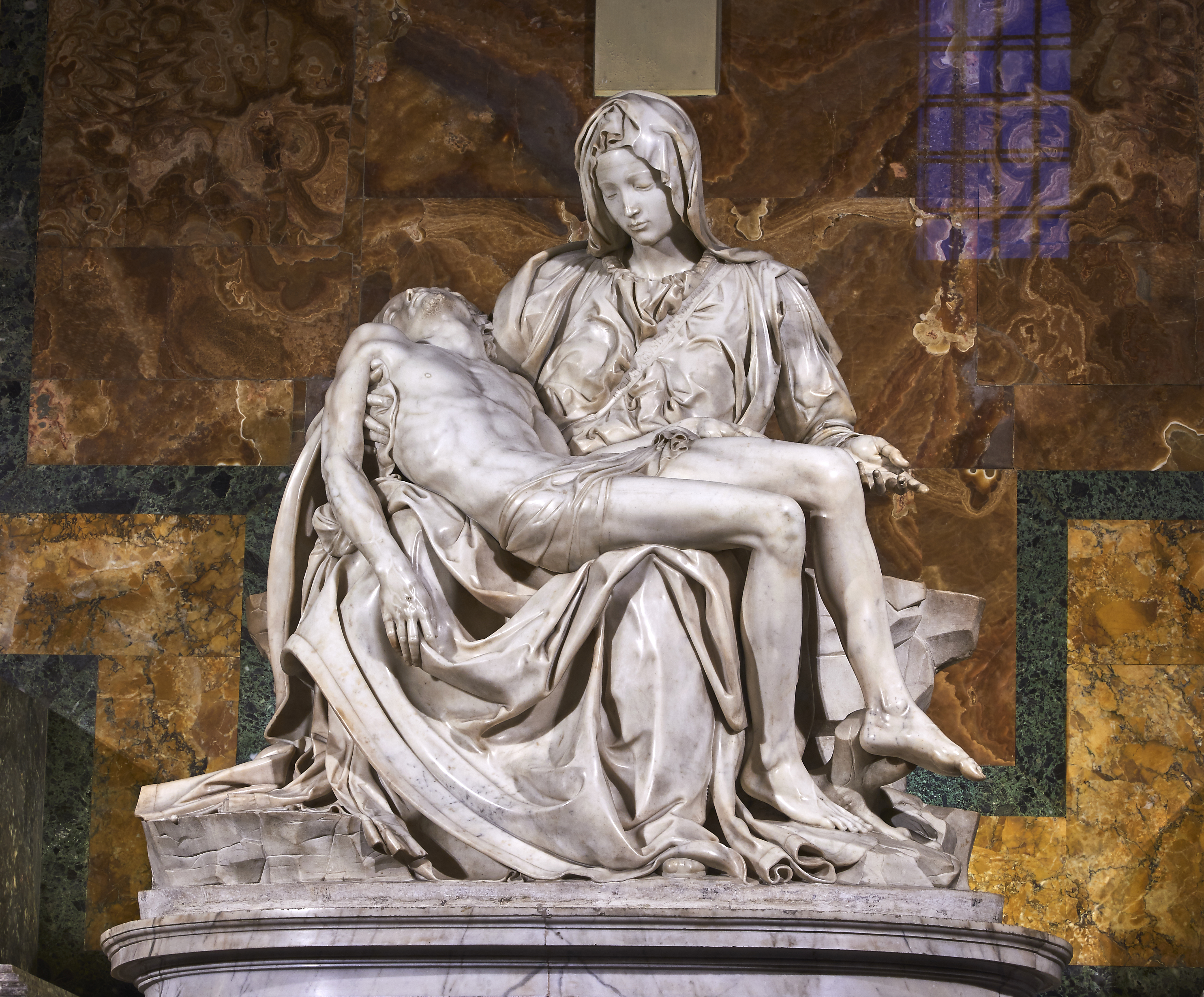
Michelangelo Buonarroti: Pietà (1498–1499)

## Meghatározások

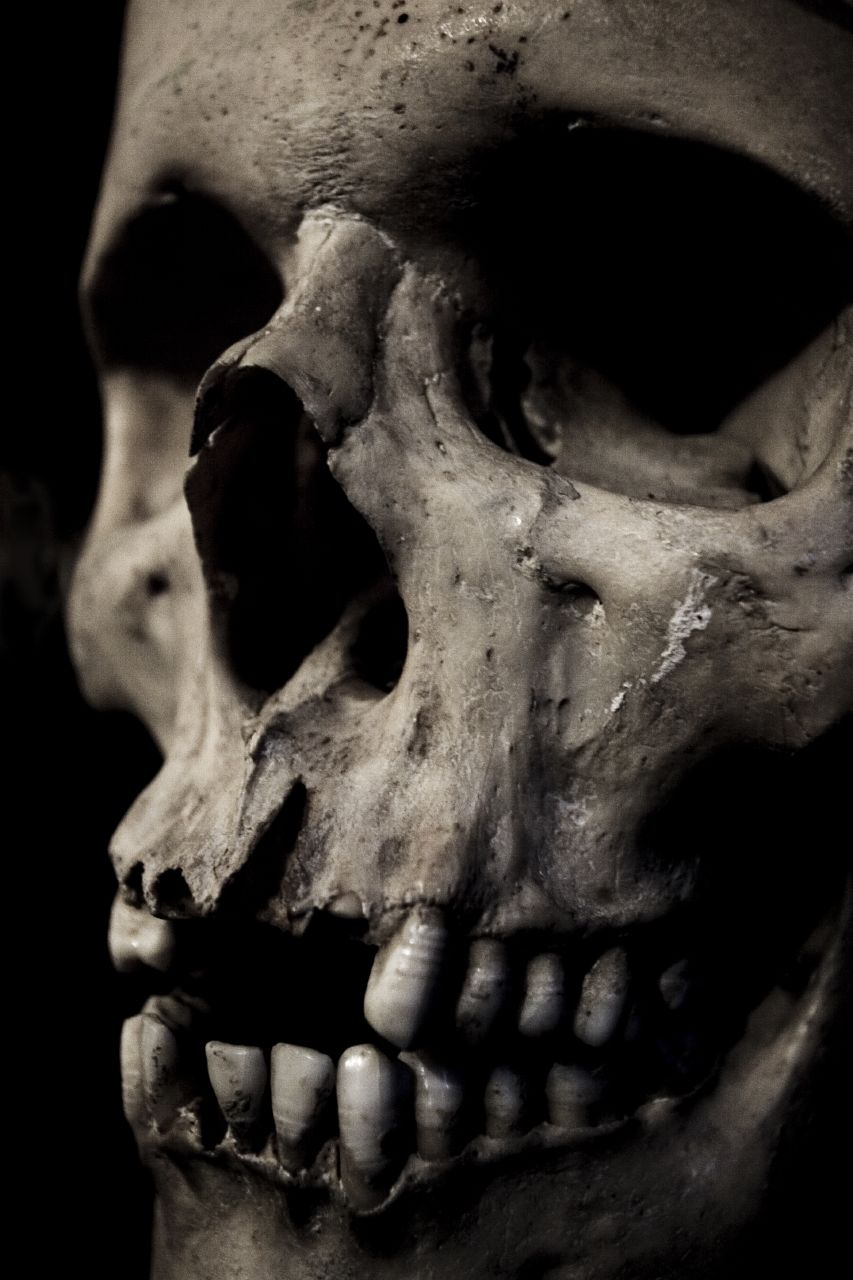
A koponya az elmúlás egyetemes emberi jelképe. Másrészt az emberi őstörténetkutatás szempontjából az ember egyik legfontosabb anatómiai képlete, ami nagyjából annyira jellegzetes a Hominida fajok és azok rokonsági kapcsolataira nézve, mint az emlősök esetében a fogazat, vagy a növényeknél a virág funkcionális anatómiája

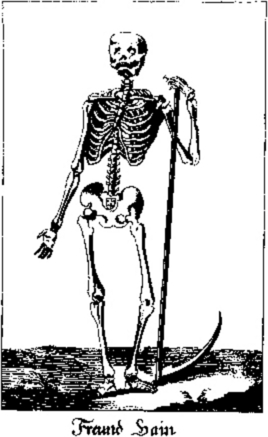
A kaszás halál elvágja az embert a múltjától

Többféle meghatározása van, a különböző tudományterületek szerint:
- A biológia számára a halál az élőlény elpusztulása, ami után passzívan vesz részt az ökoszisztémában.
- A magyar jog szerint a halál: amikor a légzés, a keringés és az agyműködés teljes megszűnése miatt a szervezet visszafordíthatatlan felbomlása megindul. – 1997. évi CLIV. tv. XI. fej. 202. § g)
- Az orvostudomány megkülönbözteti a klinikai halál, agyhalál és biológiai halál fogalmát:
  - A klinikai halál, állapotában az életjelenségek (keringés, légzés, agyműködés) átmenetileg szünetelnek.
  - Az agyhalál állapotában a személy agya olyan mértékben károsodik, hogy többé nem képes a szervezet irányítására, a vegetatív idegrendszer teljes vagy részleges sérülésekor. Eszméletvesztés, kóma esetében lehetséges a károsodás nélküli felépülés.
  - A biológiai halál – latinul Exitus -, az élő szervezet működésének visszafordíthatatlan, végleges leállása.
- A vallások egy részének teológiája szerint a halál a földi élet vége, amely után az ember az isteni akaratnak megfelelően a másvilágra kerül, megsemmisül vagy a saját testében vagy más alakban újjászületik.

A nyugati civilizáció materialista beállítódása sok új információval gazdagította a test halálának és az elmúlás folyamatának tudományos megértését, azonban keveset foglalkozott a lélekkel és annak spirituális aspektusaival. Vallásonként, koronként és emberenként is jelentős különbségek voltak és vannak. Turay Alfréd teológus, filozófus így ír a lélek és test együtt értelmezéséről Lételmélet című művében: „Az ember lényegét a szellemi forma és az anyag egysége alkotja: "a lélek test nélkül nem ember", és élő emberi test nincsen belső szellemi forma, azaz lélek nélkül.”

## A haláltermodinamikaiésinformációelméletiértelmezése
„Ha feltételezzük, hogy a biológia nem más, mint az igen bonyolult anyag fizikája, akkor érdekes módon azt tapasztaljuk, hogy minden a helyére kerül…”

ATP-molekula

A halál valós biológiai, biofizikai jelentése és folyamata meglepően jól megfogalmazható az információelmélet és a termodinamika ismeretei és nyelve által. Fontos megemlíteni, hogy a termodinamikai-információelméleti megközelítés pusztán materiális szemlélet, nem foglalja magába a szubjektív emberi és kulturális jelentést, tartalmakat.
Az élő szervezetek entrópiaszintje – rendezetlensége – a legalacsonyabb a természetben, a magukra hagyott rendszerek entrópiája pedig állandóan növekszik. A Föld fő entrópia-csökkentői a Nap hősugárzását és a Föld belsejéből eredő radioaktív bomlási hőt felhasználó autotróf élőlények. A növényevő és ragadozó állatok entrópiaszintjük fenntartását ebből az energiából fedezik, az élő szervezetek a környezet állandóan növekedő entrópiaszintje mellett igyekeznek igen alacsony entrópiaszintjüket fenntartani a környezet rendezetlenségi állapotának növelése révén. Abban a pillanatban, amikor szervezetük alacsony valószínűségű szervezettségi állapota felborul, beáll a termodinamikailag sokkal magasabb valószínűségű rendezetlenségi állapot: a biológiai halál. Ezt úgy is tekinthetjük, hogy az addig rendkívül alacsony entrópiájú, nagy információtartalmú objektum entrópiáját fenntartani hivatott rendszerek kiesnek, elindul a lebomlás folyamata. Biokémiai értelemben az alacsony entrópia forrása az oxidatív foszforiláció, melynek fő struktúrái megosztva találhatók a citoplazmában és a mitokondriumban, de a mitokondrium szerepe az elsődlegesebb. Az előállított és ATP formájában részben megkötött energia (részben megkötött, mert a folyamatok nem hasznosíthatják a kiindulási energiahordozókat 100%-ban, és ez nem is lenne célszerű, mert nem létezhetne hőtermelés) a sejtmembránok (citoplazma-mitokondrium, sejtmag-citoplazma, citoplazma-sejtközti tér) között fennálló elektrodinamikai, kémiai különbség fenntartására hivatott, ami maga az entrópia. Információként írható fel a sejtmembránok közötti töltéskülönbség és a töltést hordozó ionok és ionizált molekulák koncentrációkülönbsége. Gyakorlatilag minden folyamat a szervezetben (kezdve a sejtszintű transzportfolyamatoktól, az izommunkán át az idegtevékenységig) ezt a koncentráció és elektromos töltésbeli különbséget használja fel olyan módon, hogy egy térbeli információváltozást (mozgás, transzport) egy elektrokémiai entrópianövekedéssel vált ki. Mivel ez a folyamat (ATP → ADP+Pi átalakulás) állandó energiaigénnyel jár, ha a szervezet életben akar maradni, a steady state állapot fenntartásához folyamatosan cukrot kell égetnie, végső soron napenergiát kell használnia. A biológiai halál során azoknak a rendszereknek a működése borul fel végzetesen, amelyek a napenergiából származó alacsony valószínűségi állapot – alacsony entrópia – fennállását hivatottak fenntartani. Ezek szerint megérthető, hogy az egyes halálokok miért végzetesek az élőlények számára.
1. Az éhenhalás során megszűnik az entrópiacsökkentésre használható napenergia „betáplálása” a szervezetbe.
2. A sejt-, vagy szervezetszintű fulladás során az entrópiacsökkenés nem tud bekövetkezni oxigén hiányában.
3. Savak, lúgok, hő, mérgek, vagy bármely durva mechanikai behatás sejtroncsoló hatása során sérülnek azok a szervezet-, szervrendszer-, szövet-, vagy sejtszintű alkotók, melyek az energiahordozók és a szükséges oxigén és víz elosztását, a káros anyagok eltávolítását és a megfelelő felhasználását biztosítanák. Ezért vezet halálhoz a vérkeringés és a légzés leállása is.
4. A bármilyen okból bekövetkező ionháztartás-, ill. pH-borulás (akár keringés-, vagy légzésleállás, a kiválasztás megszűnése vagy a méregtelenítés leállása miatt) gyakorlatilag az ellen hat, hogy a sejtek intra- és extracelluláris oldala közötti elektrokémiai potenciálkülönbség fennmaradjon. Ha a keringési-respiratorikus rendszer nem működik, akkor hasonló történik a szervezetben, mint egy olyan elemmel, ahol a két, egymástól szemipermeábilis membránnal elválasztott elektrolitoldat között kiegyenlítődik az ionkoncentráció, s ezzel 0-ra csökken a potenciálkülönbség.

A fentebbi ízelítőből látható, hogy a halál termodinamikai szempontból valójában többlépcsős folyamat.
1. Bekövetkezik egy károsító hatás, ami károsítja a szervezet valamely szabályozási, keringési, légzési, kiválasztási rendszerét vagy közvetlenül sejt szinten hat. Ez a szervezet kritikus állapota, még reverzibilis lehet.
2. Ennek hatására nő az entrópia sejtszinten, elkezdődik a sejtmembrán két oldala között található elektrokémiai potenciálkülönbség kiegyenlítődése. Ez a klinikai halál, szintén még reverzibilis lehet.
3. A sejtszintű változások miatt leáll a szabályozó rendszer (neuro-immuno-hormonális szisztéma), ami tovább csökkenti a rendszer információtartalmát. Ez az agyhalál, a szervezet egészét tekintve e folyamat már irreverzibilis, bizonyos szervek egy másik, alacsony entrópiájú emberi rendszerbe átültetve még életképesek maradhatnak.
4. A szabályozás leállása után rohamosan nő a rendszer entrópiája, a sejtmembránok közötti potenciálkülönbség kiegyenlítődik. Ez a sejtszintű halál, a tényleges biológiai halál. Ebben az állapotban az egykori élőlény maradványa már nagyságrendekkel, minőségileg kisebb információtartalmú, mint eredetileg. Kémiai tartósítása esetén is csak egy halott anyagot konzerválhatunk.
5. Megkezdődik a bakteriális és az autokatalitikus lebontás, a miliő entrópiája már csak az egyes mikrobák szempontjából csökken. Élő rendszerről már nem, csak környezeti rendszerről beszélhetünk, melynek az entrópiája rohamosan emelkedik.
6. Végül az egykori test entrópiájából alig marad valami, esetleg a dögevők révén egy ideig még vándorol a táplálékláncban az eredeti alacsony entrópia egy töredéke. Szélsőséges és ritka esetben az élőlény teste megkövesedhet. (Lásd: fosszília c. szócikket!).

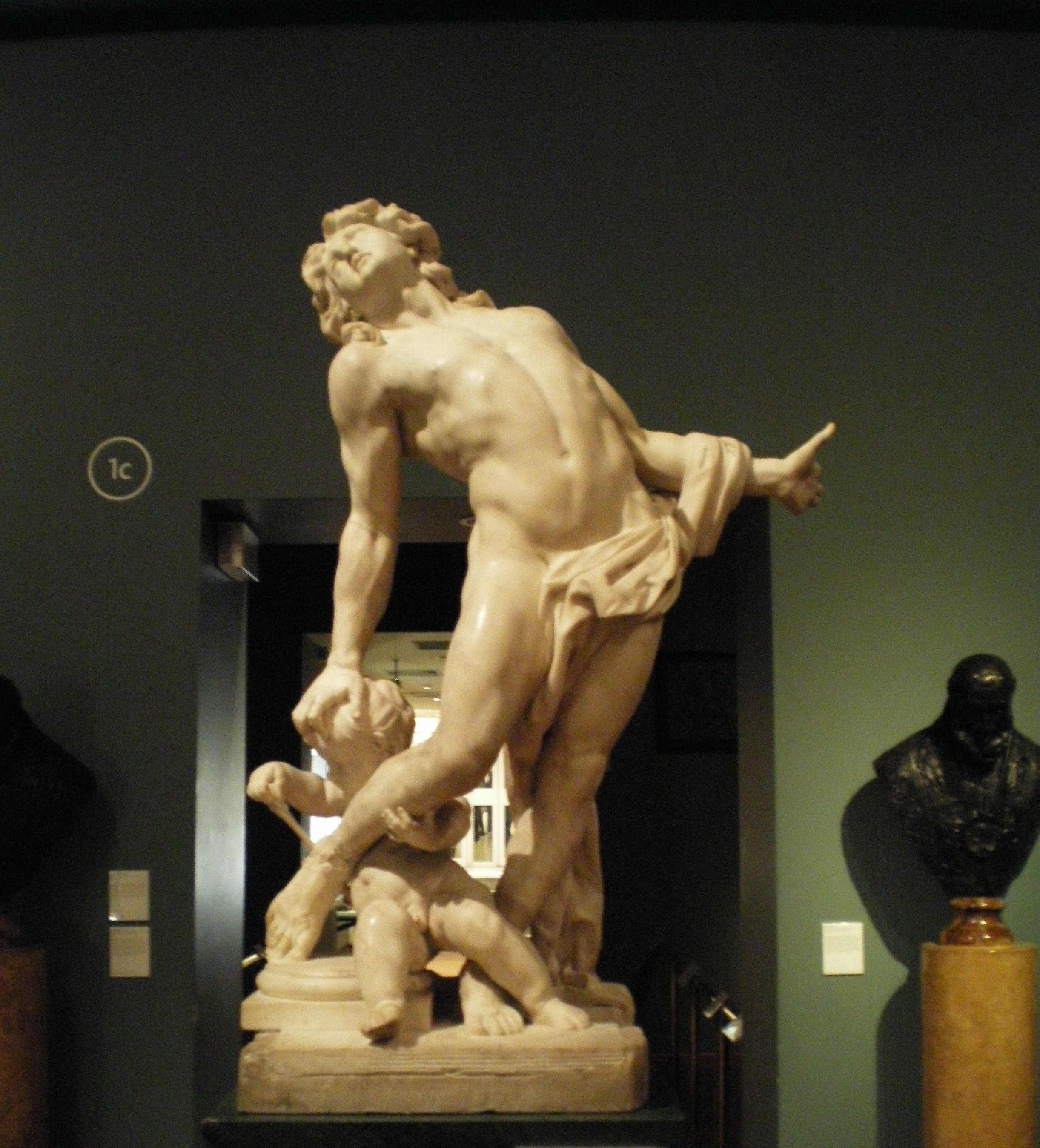
A haldokló Achilleus

## A halál kérdésének komplexitása
A különböző kultúrák a halál fogalma alatt soha nem értettek egyszeri, pillanatnyi történést, hanem általában hosszú folyamatnak gondolták, ahol az a pillanat, amit az emberek általában a halál pillanatának neveznek, csak egy adott része a folyamatnak. A távol-keleti civilizációk szerint nem is a legfontosabb állomása. A modern intenzív terápia bevezetése előtt általában egyértelműbb volt a halál beálltának megállapítása, ha azonban William Shakespeare egyik legismertebb tragédiájára a Rómeó és Júliára gondolunk, akkor beláthatjuk, hogy a tetszhalottak és a tényleges értelemben vett halottak elkülönítése sosem volt egyszerű és ellentmondásoktól mentes. A halál annyi szinten következik be, ahány dimenzióval jellemezhető az emberi létezés. Éspedig a legmagasabb szintekről lefele bomlik le az élet fonala. Először a tudati funkciók szűkülnek be, majd elmúlik a tudat, ezt követi a keringési és légzési rendszer összeomlása, majd lényegében a szervezet, mint olyan megszűnik integrált egész lenni, de még életben maradnak sejtek és így tovább. Alábbiakban részletesen kitérünk ezen megközelítésre. Más szempontból, ha feltételezzük, hogy az emberi létezésnek van egy nem anyagi, nem mulandó része, akkor az még komplexebbé teszi a kérdést. Azt mondhatjuk, hogy az elmúlás az élet összetettségével egyenlő mérvű jelenség.

## A halál megállapításának története

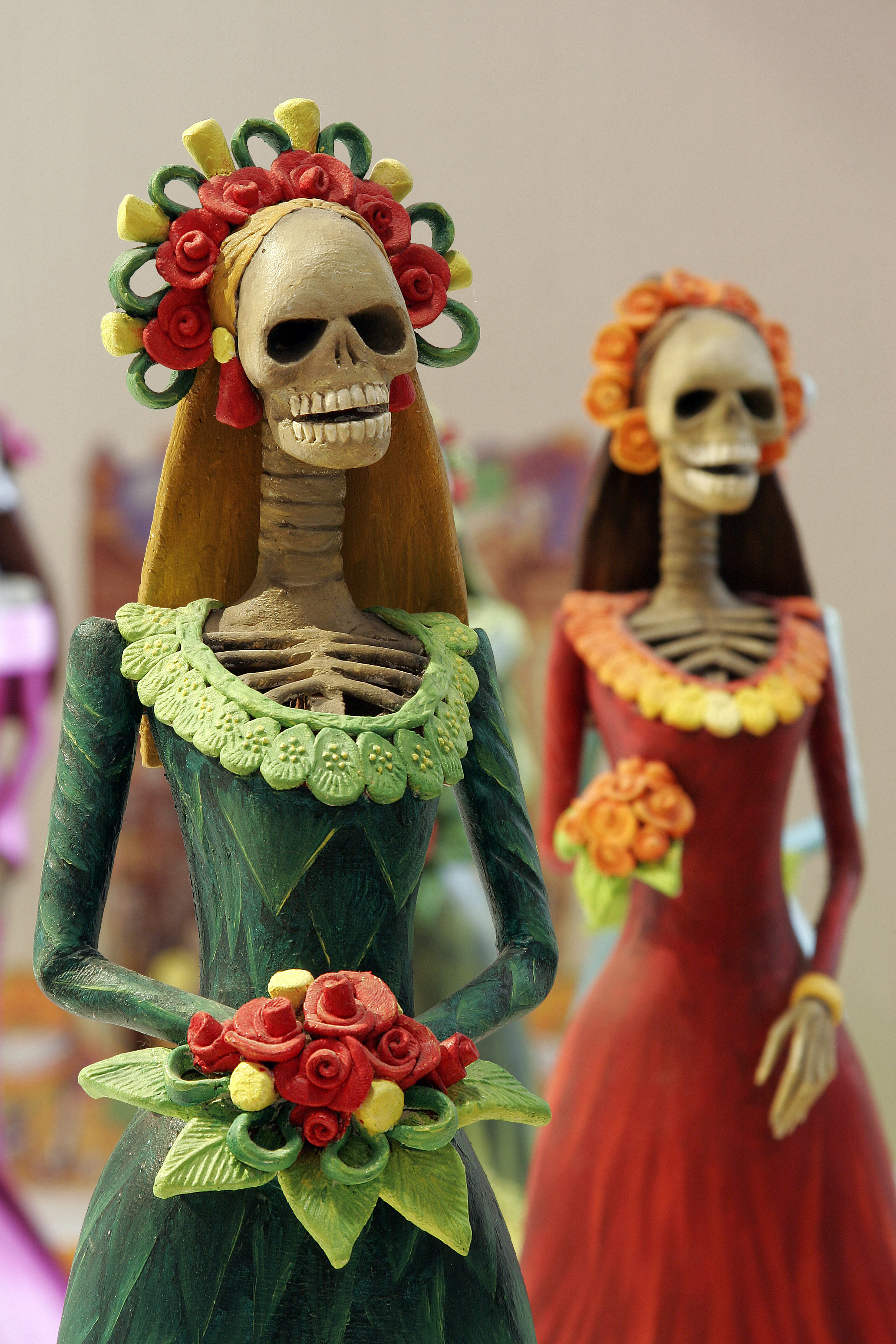
La Catrina, a mexikói népi hagyományok egyik népszerű alakja, voltaképpen egy felső osztálybeli nő felöltöztetett csontvázfigurája, amely José Guadalupe Posada mexikói grafikus 1913-as cinkmetszete nyomán folklorizálódott, s napjainkra a novemberi halottak napjának (Día de Muertos) egyik kiemelt jelentőségű kultikus kelléke lett. A kép előterében látható figura magassága 38 cm (Városi Múzeum, León, Mexikó)

Évezredeken keresztül elfogadott volt, hogy a halál biztos jele a szívműködés és a légzés megszűnése. A klasszikus görög orvoslás a szívműködésre helyezte a hangsúlyt. Szerintük a szív az élet székhelye, hiszen ez az a szerv, amelyik a magzati életben először kezd működni, és ennek a működése szűnik meg utolsóként. Így számukra a szívműködés megszűnése jelentette a halált. Bár a zsidó tradíció a légzést tekintette a fontosabbnak a halál megállapítása szempontjából, és ezt fogadta el a kereszténység is, sok talmudista tudós a szívműködés megszűnését tekintette a halál jelének. Bizonyos ortodox zsidó irányzatok a mai napig a hagyományos „szívhalál”-hoz ragaszkodnak, és ezért utasítják el az agyhalál-kritériumot.

A kereszténység a légzést tekintette fontosabbnak. Az utolsó lélegzetnél a lélek távozik a testből, és ez a halál. Mivel azonban az európai történelem nagy részében a halál megállapítása nem számított orvosi feladatnak (a hippokratészi orvosi iskola szellemének megfelelően az orvosok nem foglalkoztak haldokló betegekkel), így a halál beálltát általában laikusoknak kellett megállapítaniuk, ezért különböző hagyományok alakultak ki a halál téves megállapítása elleni védekezésként. A Talmud leírja például azt az ősi zsidó szokást, amely szerint a holttestet a kriptában 3 napig kell látogatni, figyelve az esetleges életjeleket.

A középkori nagy pestisjárványok idején a fertőzéstől való félelem miatt kevesen merték a holttesteket alaposan megvizsgálni, ezért nagyon sok haldoklót élve temettek el. Ekkoriban az élve eltemettetéstől való félelem majdnem ugyanakkora volt, mint magától a pestistől való félelem.

1767 új fejezetet nyitott a halálról való gondolkodás történetében; ekkor kezdték a vízbe fúlt embereket rázással, ütögetéssel először sikerrel mesterségesen lélegeztetni. Ekkor vált világossá, hogy egy nem lélegző ember nem feltétlenül halott, hiszen légzése visszaállítható. 1774-ben használtak először elektromos áramütést a szívműködés helyreállítására. Egy francia patológus később azt figyelte meg, hogy egy guillotine-nal kivégzett elítéltnek a kivégzés után egy órával még vert a szíve. Mindezek a fejlemények viszont teljessé tették a halál megállapítását illető tanácstalanságot, hiszen ha sem a légzés, sem a szívműködés megszűnése nem feltétlenül jelzi a halál beálltát, akkor mi? 1850-ig az orvosok nagy része mindeme megfigyelések hatására egyetértett abban, hogy a halál egyetlen biztos jele a holttest rothadása. A halál megállapítását kísérő bizonytalanság 1740–1850 között valóságos hisztériát keltett az emberek körében, akik attól féltek, hogy élve fogják eltemetni őket. 
Élelmes vállalkozók olyan koporsókat kezdtek árulni, amelyekbe jelzőszerkezeteket építettek, hogy ha az élve eltemetett magához tér a koporsóban, jelezhessen. A kor félelmét az élve eltemettetéstől korabeli irodalmi alkotások is jól jelzik, ilyen például Edgar Allan Poe: Az Usher-ház vége (Babits Mihály fordítása), vagy Az elsietett temetés című írása.

A 19. század második felére azonban a pánik lassan megszűnt, részben a halál orvosi diagnózisának nagyobb megbízhatósága, részben pedig a pontos halálmegállapítást célzó rendelkezések bevezetése következtében. Ilyen rendelkezések eredményeként építettek például egyre több helyen halottasházakat, ahol a holttesteket tárolhatták, és az előírások szerint a halál és az eltemetés között 24, 48, 72 órának el kellett telnie. A 19. század óta követelték meg a fejlett országokban azt is, hogy a halált orvos állapítsa meg, aki erről halotti bizonyítványt köteles kiállítani stb.

A halál megállapítása körüli vita tehát megnyugodni látszott. Újból feléledt azonban a 20. század hatvanas éveiben, amikor az 1967-es első szívtranszplantáció során egy szívet ültettek egy másik ember mellkasába. Mivel a holttestből ehhez egy dobogó szívet kellett kivenni, ezért az – a hagyományos haláldefiníció szerint – nem is volt halott! Az így kialakult vita eredményeként született meg 1968-ban egy harvardi bizottság munkája eredményeként az úgynevezett harvardi agyhalál-koncepció.

### A biológiai halál
A szív leállását követően 15-20 másodpercig lehetünk tudatunknál legfeljebb. Ezután először az agykéreg és az agyalapi bazális ganglionok, majd az agyi fehérállomány indul pusztulásnak. Az agytörzs és a gerincvelő sokkal tovább marad működőképes. 

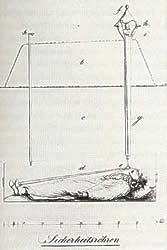
Biztonsági koporsó ábrázolása az 1820-as évekből

A zsigerek közül az egyes szerveknek létezik egy ún. meleg ischaemiás idejük, ami megadja, hogy hány percig maradnak életképesek testhőmérsékleten az egyes szervek, szövetek (a transzplantációban nagy jelentősége van). A hőmérséklet módosító tényező, ezért végzik a szívműtéteket hypothermiában. A keringés leállását követően még mintegy 2,5-3 percig van visszatérés a halálból az agyfunkciók nagyobb mérvű sérülése nélkül. 5 percen túl már csak vegetatív állapotba lehet visszahozni az embert. A halál legjobbnak tűnő biológiai meghatározása a szervezet valamely szerveződési szintjének visszafordíthatatlan pusztulását jelenti. Ezért fontos megkülönböztetni a disszociált agyhalál fogalmát az egész test halálától, mivel az agytörzs és a gerincvelő pusztulása után mesterségesen (intenzív ellátás mellett) a test vegetatív funkciói még egy ideig fenntarthatók (bár megjegyzésre érdemes, hogy a denerváció – azaz a beidegzés megszűnte – után minden szerv sorvadni kezd). Az álhalál (tetszhalál) esetén arról van szó, hogy az életfunkciók minimális szintre szállnak le, ilyenkor megtévesztő lehet, hogy a pulzus nem tapintható és a szívműködés, ill. légzés a felületes vizsgáló számára rejtve marad. Tekintsük át a halál testi szerveződés szerinti szintjeit:

#### Tünetei
Kimenetele: irreverzibilis.
- Légzés: nincs.
- Keringés: nincs.
- Pupillareflex: nincs.
- Hullamerevség: lehet, az időtől függ.
- Hullafolt: van vagy lehet.
- Az életfunkciók teljes leállása.

#### Szomatikus halál
A szomatikus halál a szervezet integritásának, az energia, az anyag és az információ áramlásának megszakadása, leállása. Benne foglaltatik az agyműködés, a légzési-keringési, kiválasztó stb. rendszerek összehangolt működésének leállása is. Az egyik legfontosabb jel az anyagcsere megszűnte. Közel 10 másodperccel a keringés leállása után az agysejtek már nem kapnak elég vért és az éberség megszűnik. A sejtek elsősorban nem táplálék, hanem oxigén-igényüknél fogva károsodnak elsődlegesen. A felszaporodó anyagcseretermékek, a felhalmozódó szabad gyökök és a tejsavacidózis, valamint a hypercapnia (magas szöveti széndioxid-szint) károsítják a sejtmembránt stabilizáló lipid-peroxidációs rendszert is, de ez már átvezet a sejt és molekuláris szintű halál fogalmához.

#### Molekuláris halál
A legérzékenyebbek az agykéreg sejtjei, 3-5 perc után irreverzibilisen károsodnak. Ugyanakkor a bőr, a porc, a köröm és a haj, valamint a csontsejtek még hetek múltán is osztódhatnak, mivel ezen sejtek az életben is alacsony anyagcsere-igényűek. A sejtek oxigén- és cukorigényük kielégítetlensége elvezet az oxidatív foszforilációs folyamatok leállásához, végül leáll a sejt anti-oxidatív rendszere és reparációs mechanizmusai, az intra- és extracelluláris iontranszport, valamint a károsodott erek fal-áteresztővé válnak a vérszérum és az extravasalis folyadék számára, ami a szervezet ion- és anyagháztartásának teljes borulásához vezet.

## Az agyhalál megállapítása
Az agyhalál megállapítása három lépésben megy végbe. Az első lépés annak rögzítése, hogy nem állnak-e fenn olyan tényezők (például mérgezés, gyógyszerhatás, neuromuscularis blokád, sokkos állapot, metabolikus vagy endokrin eredetű coma, rectalisan mért 35 °C alatti hypothermia, bizonyos gyulladásos idegrendszeri megbetegedések), amelyek az agyhalál megbízható diagnosztizálását kizárják.
A felsorolt – az agyhalál megállapítását kizáró – tényezők hiánya esetén a második lépés az agyműködés hiányának bizonyítása. Az ezt bizonyító tünetek:
- Mély eszméletlenség.
- A spontán légzés hiánya és a légzőközpont bénulásának apnoe teszttel való igazolhatósága.
- Az alábbi agytörzsi reflexek mindkét oldali hiánya:
  - pupillareflex
  - corneareflex
  - trigeminofacialis fájdalmi reakció
  - vestibuloocularis reflex (kalorikus ingerléssel)
  - köhögési reflex

Az agyhalál megállapításának harmadik lépése a hiányzó agyfunkciók irreverzibilitásának a bizonyítása. Ez megfigyeléssel vagy műszeres vizsgálatokkal lehetséges. Ha az agyhalál megállapítására megfigyelést alapoznak, akkor az előírások egy bizonyos időtartamot követelnek meg, mely alatt agyműködést nem észlelve az agyműködés megszűnésének visszafordíthatatlan volta deklarálható. A magyar szabályozás szerint ez az időtartam újszülötteknél öt hetes korig 72 óra, öt hetes kortól hároméves korig 24 óra, háromévesnél idősebb gyerekek és felnőttek esetében elsődleges agykárosodás esetén 12 óra, másodlagos agykárosodás esetén 72 óra.

Bizonyos műszeres vizsgálatokkal azonban, amelyek az agyi vérkeringés hiányának kimutatásán alapulnak, az agyműködés visszafordíthatatlan hiánya sokkal rövidebb idő alatt is megállapítható.

Az angol-amerikai gyakorlat azt követeli meg, hogy az agyhalált két orvos egymástól függetlenül állapítsa meg, mindegyik legalább két-két alkalommal megvizsgálva a beteget. A magyar törvény háromtagú orvosi bizottságot ír elő. A bizottság tagjainak – véleményüket egymástól függetlenül kialakítva – az imént leírt módon egybehangzóan kell megállapítaniuk az agyhalál beálltát. Mind a WHO-ajánlás, mind a hazai és a nemzetközi gyakorlat ragaszkodik hozzá, hogy a halál beálltát megállapító orvos vagy orvoscsoport ne legyen tagja a donorszerv eltávolítását vagy annak beültetését végző csoportnak, és ne legyen a recipiens kezelőorvosa sem.

Jogilag először Finnország fogadta el az agyhalál-kritériumot 1971-ben; ebben azóta számos ország követte. Olyan országokban is használják azonban a gyakorlatban az agyhalál-kritériumot, amelyek jogilag még nem fogadták el. Ugyanakkor például Japánban, ahol a tradicionális felfogás szerint a lélek forrása a szív, a közvélemény az agyhalál-koncepciót fogadja el, és így ott cadaverszervek transzplantációs célú kivétele nem lehetséges. Ezért – amint láttuk – Japánban a cadaverből való szervexplantáció kivételes, és a vesetranszplantációk zömét élőből kivett szerv segítségével végzik.

### Az elmúlás nemei
A halál közvetlen oka, kiváltó oka(i) és a kísérőtényezők szétválasztása gyakran problémát jelent a halotti jegyzőkönyvek kitöltésekor. Lássunk egy fiktív példát: Holtan találnak január 1-jén −10 °C-os hidegben egy 67 éves férfit. Ismert anamnézise, miszerint 30 éve erős dohányos, továbbá minden nap elfogyaszt kb. 4 pohár vörösbornak megfelelő mennyiségű alkoholt. Anyagi helyzete az utcára sodorta 5 évvel ezelőtt. A boncolás során kisebb fokú májcirrózist és régi, hegesedett hátsó fali ischaemiás infarktus nyomait, tüdőgyulladásra jellemző hepatikusan átalakult pulmót találnak, valamint enyhe fagyási sérüléseket a végtagokon. A maghőmérséklet bebizonyítja, hogy a holttest kb. 4 órát feküdt a környezetben. Az elhunyt az elmúlt fél napban fogyasztott alkoholt. Kábítószerre utaló jelet nem találtak. Mi lehetett a halál oka? Az közvetlenül is látható, hogy ezek közül bármely körülmény lehet önmagában is halálos. Induljunk ki abból, hogy minden emberi test biológiai halálát a cardiorespiratoricus (CRS keringési-légzési) rendszer leállása jelenti. Helytelen volna tehát okként megnevezni, ugyanis ez esetben is okozatként értelmezendő. Mi vezetett idáig? Elképzelhető először is, hogy a személy alkoholos befolyásoltság alatt elaludt a szabadban és a lehűlés vezetett a CRS leállásához. Elképzelhető az is, hogy a tüdőgyulladás és a már régóta fennálló szívelégtelenség együttesen vezetett a végső állapothoz. Elvben a májcirrózis szerepe ez esetben kérdőjeles. A tüdőgyulladás és a korábbi infarktus miatti szívelégtelenség mindenképpen elősegítették a szervezet egyensúlyának felborulását, de nem kiváltó okok. Itt vélhetően az alkoholmérgezés mellett bekövetkezett lehűlés vezetett halálhoz. A fenti, kissé erőltetett példából látható, hogy egy olyan egységes rendszer esetén, amilyen egy emberi szervezet, nem egyértelmű az okok, az okozatok és a kísérő, valamint előmozdító tényezők szerepének megítélése, fogalmuk kezelése.
A halál nemeit csoportosíthatjuk az által, hogy mely szerv vagy szervrendszer károsodása vezetett halálhoz, vagy milyen természetű mechanizmus vezetett idáig. Természetesen a valóságban ez a két szempont találkozik és a kiváltó tényezők jellege meghatározza, hogy elsődlegesen mely fiziológiás rendszert érinti a noxa. Az alábbi csoportosítás szubjektív, áttekintés jelleggel bír:
A halál oka lehet:
- baleset
- betegség
- szándékosság

Természetes öregedés miatti halálesetet még nem talált az orvostudomány, boncolás során mindig vissza lehetett vezetni szervi problémákra (például érelmeszesedés) a halál okát.
Más szempontból:

### Fulladásos halál
Sztrangulációs halálnak is nevezik. A bonctani képe jellegzetes. A szervek hyperaemiája jellegzetes. Vízi halottaknál a mellkas emphysaema aquosum. A halálnem a légzőnyílások megszűnése miatt következik be. Lehet: akasztás, zsinegelés, folyadékba fúlás, szilárd anyagba fúlás például: búzaszemek, vagy a mellkas légzőmozgásának megakadályozása. Jellegzetes bonctani képeket kell keresni, melyeket rétegesen boncolunk ki (például akasztásnál az Ammusat-jel). A fuldoklásnál az érintett pánikba esik, főleg, ha víz alatt van, akkor próbál levegőt venni, így a mellkasba is víz kerül, a tüdő szövetei károsodnak, végül az epiglottis reflexszerűen lezárja a légzőnyílást és perceken belül beáll a halál. Fojtogatás esetén egyes személyeknél elég, ha csak kismértékben szorítják meg a nyak felső részét. Ugyanis az arteria carotis communisban található egy glomus caroticumnak nevezett rész, amely az oxigénfelvételt is stimulálja. Egyes személyeknél a nyak megérintésekor akár azonnal beállhat a halál.

### Termikus (égési vagy fagyási) halál

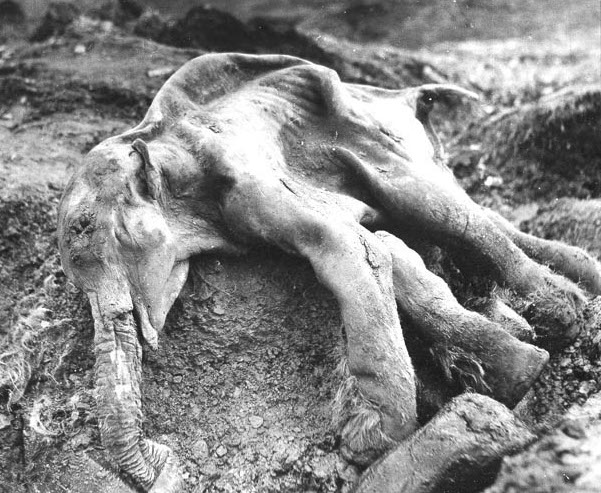
Mamutbébi fagyott teteme Szibériából

Az égési sérülésekből adódó halál: A testet hirtelen ért magas hőmérséklet következtében bekövetkező halál. Az első formája, hogyha a test azonnal karbonizálódik, elszenesedik. A magas hőmérséklet következtében az izomfehérjék átalakulnak és egy, a hullamerevséghez hasonló állapotot hoznak létre, amelyet gladiátor-testtartásnak nevezünk. Az égést túlélőknél gyakori halál az embólia. Az égési sérüléseket osztályozzuk. Gyakori kérdés, hogy a hullán észlelhető hólyagok élőben keletkeztek-e, vagy már a rothadás következményei. Az élőben keletkezett égési hólyagokban még kimutatható leukocyta-, lymphocyta reakció.
A fagyhalál: a test hőmérséklete annyira lecsökken, hogy bekövetkezik a halál. Főleg ittas egyéneknél fordul elő, akik elalszanak télen az utcán. Ugyanis az alkohol „becsapja” a hipotalamuszt, az agy hűtő-fűtő központját, és úgy érzi az ittas ember, hogy melege van, ezért is piros az arca. Azonban csak az agy érzékeli úgy, hogy meleg van, valójában a test normális vagy alacsonyabb hőmérsékletű. A testhőmérséklet csökken, szűkül a tudat, végül ájulás, kóma és halál következik be. A megfagyottak teteme gyakran sápadt, hullafoltjaik élénkpirosak.

### A test mechanikai sérülését követő halál
A test kinetikus energiaközlést közben létrejövő változásai külső vagy belső „sebesüléseket” eredményezhetnek. Megkülönböztetnek szúrt, lőtt, horzsolt, harapott, vágott, metszett stb. sebeket, valamint legalább ennyire veszélyesek lehetnek a fedett sérülések, amiket gyakran tompa erőbehatás okoz. Az, hogy ezek a mechanizmusok halálhoz vezetnek-e, függ a behatások mechanikai energiájától, a behatás anatómiai helyétől, attól, hogy mely képleteket és mennyire sért vagy a fertőzés lehetőségétől. Ha például a vágott seb elválasztja a fejet a nyaktól, a halál azonnal bekövetkezik, ha a tompa erőbehatást követően létrejövő subdurális vérzés vezet halálhoz, az nem azonnali és nem egyértelmű a laikus környezet számára. Nem feltétlenül a sérülés mérete a meghatározó: akár egy nyúltagyi központ roncsolódása is halálhoz vezethet, addig esetleg egy egész láb elvesztése sem, ha megfelelően ellátják a személyt. A mechanikai sérülések nyoma a csontvázon hosszú időn át megmaradhat, ezért orvosszakértői vizsgálatok körültekintéssel több ezer éves csontokon is elvégezhetők.

### Kémiai (toxikus) halál
Az emberi szervezetben sejtszintű, molekuláris folyamatok is nagy számban jelenthetnek halálokot. A legtöbb ilyen anyag vagy a légzési lánc elemeit vagy más enzimeket gátol, esetleg közvetlen pH-hatásán keresztül, az ionháztartás felborításával vagy az oxigénszállítás meggátlásával (mint például a CO- vagy nitrátmérgezés esetén) öl, illetve a légzőizmokat vagy szívizmot bénítja meg (pl.sztrichnin), vagy az oxigén légtérből való kiszorításán keresztül fulladást okoz (szén-dioxid). Egyes vegyületek, mint például a gombamérgek (például falloidin) vagy a kígyómérgek (venotoxinok) a természetben is megtalálhatók, másokat az ember állított elő, mint amilyen a dinitro-orto-krezol. Rovarölők, mint például az acetil-kolin észteráz gátlók, savak, lúgok vagy a benzin könnyen hozzáférhető háztartási, háztáji „mérgek”. Kábítószerek, mint például az ópiátok túladagolása szintén könnyen okoz halált. Gyógyszerek is gyakran szolgálnak az öngyilkossági késztetések „eszközéül”. Kiemelt jelentőségük van a mérgeknek kriminalisztikai szempontból. Az arzén korábban gyakran használt méreg volt, a hidrogén-cianid kovaföldbe abszorbeált változatát „használták” Zyklon–B néven a náci haláltáborokban, a volt ukrán elnök Viktor Andrijovics Juscsenko is súlyos szándékos (politikai indíttatású) mérgezésen esett át. Bátran elmondhatjuk, hogy a szándékos emberölés „módszereinek” az egyik legrégebben ismert módja a szándékos mérgezés volt. Vannak vegyületek, melyek nagyon hamar ölnek (hidrogén-cianid, nikotin), s vannak amelyek idült mérgezés következményeként (nehézfémek, ólom, higany, tallium, rákkeltő anyagok). A mérgek halálos dózisa között is hatalmas lehet a különbség. Például a sztrichnin, nikotin a legerősebb mérgek közé tartoznak, halálos adagjuk alacsony. Viszonylag gyenge méreg az etanol (etil-alkohol, alkohol). Általánosságban minden kémiai anyagról elmondható, hogy van halált okozó nagyságú adagjuk (még az ártalmatlannak tűnő ivóvíznek vagy konyhasónak is).

### Ionizáló sugárzás okozta halál
Az ionizáló sugárzás közvetlen sejtroncsoló, molekuláris destrukció által, mutagenezis/karcinogenezis indukciójával, illetve a vérképzés, bélhámképzés meggátlásával öl, azaz számos módon. Nagy sugárdózisok esetén fekélyek, „égési sebek” jönnek létre, melyek gyorsan halálhoz vezetnek. Kisebb dózisok aplasztikus krízist, a csontvelői sejtképzés leállását okozzák és így vezetnek halálhoz.

### A klinikai halál
Bármilyen halál gyanúja akkor merülhet fel bennünk, ha ismerjük a halál gyanújeleit.
A klinikai halál állapotának megkülönböztető elnevezésére a modern intenzív technika térhódítása miatt vált szükségessé. Keringés- és légzéstámogatással ugyanis életben lehet tartani mesterségesen a szervezetet, amikor az adott személy idegrendszere erre már nem lenne képes. A klinikai halál állapota reverzíbilisnek tekinthető, ami nagyon fontos különbség a valódi jogi és biológiai értelemben vett halál állapotához képest, ami visszafordíthatatlan állapotot jelöl. Más fogalom az agyhalál. Agyhalált jelent, ha:
1. nem áll fenn gyógyszerhatás, mérgezés állapota, lehűlés, endokrin és metabolikus kórforma, bizonyos idegrendszeri gyulladásos kórképek (amik jellegüknél fogva reverzíbilis állapotot jelenthetnek).
2. minden kétséget kizáróan bizonyítható az agyműködés teljes és visszafordíthatatlan hiánya, amiben benne foglaltatnak pontosan meghatározott agytörzsi reflexhiányok, a spontán légzés hiánya.
3. Külön kell bizonyítani az agyműködés hiányának visszafordíthatatlanságát.

A diagnózis kimondásáig még 12-24-72 óra (életkortól, agykárosodástól függően a törvény szabályozza) várakozási idő és új vizsgálat szükséges. Ezt követően el kell végezni a koponya ismételt ultrahangos vizsgálatát, az ún. négyér-vizsgálatot és a technécium 99-es izotópjával folytatandó perfúziós szcintigráfiát.

### Eljárás kórházi körülmények között bekövetkezett halál esetén
Ha a halál kórházban következik be, végstádiumú a beteg, vagy az újraélesztési próbálkozások nem vezetnek eredményre, akkor el kell kezdeni a halál verifikálását. Megtörténhet a szaruhártya transzplantációra történő eltávolítása. A halál vélelmezhető beálltát követően többször el kell végezni az EKG vizsgálatot, amelynek az elektromos zaj okozta háttér jeltől eltekintve izoelektromosnak kell lennie. Kötelező a pupillareflex, a fényreflex vizsgálata. Meg kell hallgatni a beteg mellkasát fonendoszkóppal, meg kell figyelni a légzőmozgások hiányát. A pulzus tapintása bizonytalan eljárás, bizonyos vérnyomás alatt nem mérhető. Hasznos lehet a vérnyomásmérés; a szívmozgások megszűntével nem tapasztalhatók Korotkov-hangok és a higanyoszlop pulzációja is kiesik. Bizonyos idő után a vérnyomás a szisztémás töltőnyomás szintjére esik le (~4 Hgmm). Ezt követően az elhunytat ágyában kell hagyni obszerváció céljából legalább 2 órán keresztül. Egy napon belül ki kell tölteni a halotti bizonyítványt, amit a vizsgáló orvos aláírásával és pecsétjével megerősít. Az orvos(ok) véleményezi(k) a halál okát, körülményeit, a halált előmozdító körülményeket. Megrendeli a halottszállítást és a lábcédulát. Értesíti a hozzátartozókat. Ha a halál oka egyértelmű, több orvos véleménye szerint, kórboncolásra nincs szükség. Esetenként (például végstádiumú betegek) a kórbonctani vizsgálattól el lehet tekinteni megfelelően alátámasztott indoklással. Ha az elhunyt később kremációra kerül, a boncolás elhagyása (az orvos védelme érdekében is!) nem ajánlott.

### Az anyagi elmúlás: embertől a csontig
A test pusztulása szerkezeti szempontból a sejtek enzimjeinek, majd a hasnyálmirigy és a bél- ill. gyomorenzimek kiszabadulásával kezdődik meg. Ezzel párhuzamosan a bél és a bőr, ill. a nyálkahártyák baktériumai gyors osztódásba kezdenek. Az Cl. wechii, az E. coli, valamint Streptococcusok, Staphylococcusok, Proteus törzsek a folyamat fő részesei. A lágy részek általában 1 év alatt lebomlanak. Leggyorsabb a lebomlás a földfelszínen, lassabb a vízben és még lassúbb a talajban. Ugyanakkor anaerob környezetben 6-8 évig is elhúzódhat a folyamat, vagy esetenként (mumifikáció) megáll valamelyik stádiumban. Ha mumifikáció nem történik, 20 év alatt a lágyrészek teljesen megsemmisülnek. 6-8 év múlva a csontok a beivódott bomlástermékektől vörhenyesek, sima felszínűek. A hullaviaszosan átalakult csontok akár 20 évig is ebben az állapotban maradhatnak. Mikroszkópos vizsgálattal a hullaviasz 50-100 évig detektálható még. 30-40 év fekvés után megkezdődik az ízületi végek felől a csontok elporladása, ami általában lassan halad előre. Mikroszkóppal vizsgálva mintegy 20 év után kezdődik meg a csont kristályos struktúrájának dezorganizációja.

## A halál lelki, spirituális jellemzői
A halál az állatvilágból kivált, fejlett idegrendszerénél fogva fejletten gondolkodó ember legnagyobb létkérdése. Hatása olyannyira foglalkoztatja az ember elméjét, hogy egyesek érzelmileg belerokkannak a problémába. Mások kevésbé érzékenyen reagálnak rá, de bizonyos, hogy minden egyes emberi tudatnak meg kell birkóznia a gondolattal, hogy önnön létezése véges. A materialista felfogás az önmagáról gondolkodni képes tudatot az ember fejlett idegrendszere által létrehozottnak ismeri el, míg a legtöbb vallás, ezoterikus felfogás, tradicionális filozófia a tudat elsődlegességét hirdeti az anyagi test felett. Utóbbi esetben a tudat és a test között a lélek a kapocs, így hozva létre az ember hagyományos test-lélek-szellem hármasságát, ahol a tudat a szellemi szférában lakozik és halhatatlan. A halál e szerint a test és minden olyan tulajdonság "levetését" és hátrahagyását jelenti, mely a földi élethez kapcsolódott. A tudat tehát "átlép" – tranzíciót él át – a fizikai létformából a szellemibe, melynek során földi élete esszenciáját tudatában magával viszi.
A pszichológián belül a tanatológia foglalkozik a halállal kapcsolatos kérdésekkel.

## Külső hivatkozások
- Élet a halál után az ateizmus, buddhizmus és a kereszténység szerint